# Ouezmar Ibn Saclab
 (février 2018).
Si vous disposez d'ouvrages ou d'articles de référence ou si vous connaissez des sites web de qualité traitant du thème abordé ici, merci de compléter l'article en donnant les références utiles à sa vérifiabilité et en les liant à la section « Notes et références ».
Ouezmar Ibn Saclab était le chef de la tribu berbère des Maghraouas Zénètes. D'après Ibn Khaldoun, deux versions de sa biographie existent :
- une dans laquelle Ouezamr, prisonnier, aurait été emmené chez le Calife Uthman ben Affan lors de la première bataille entre Berbères et Arabes.  Uthman ben Affan lui aurait proposé d'être le gouverneur de tout le Maghreb à la condition d'accepter l'Islam comme religion. Ouezmar aurait accepté la  proposition de Uthman ben Affan.
- une autre dans laquelle Ouezmar aurait été le premier ambassadeur berbère à négocier avec Uthman ben Affan pendant la période de conflit entre les Berbères et les musulmans. Il sera nommé souverain de son peuple[1].